# Minister voor Buitenlandse Handel en Ontwikkelingshulp
De minister voor Buitenlandse Handel en Ontwikkelingshulp is een Nederlandse minister zonder portefeuille die is ondergebracht bij het ministerie van Buitenlandse Zaken.
Bij de formatie van het kabinet-Cals (1965) werd het ministerschap voor Hulp aan ontwikkelingslanden gecreëerd. Theo Bot was de eerste ambtsbekleder. Bij de formatie van het kabinet-Biesheuvel I (1971) werd de naam gewijzigd in minister voor Ontwikkelingssamenwerking. De minister werd (en wordt) ondersteund door een eigen onderdeel op het ministerie van Buitenlandse Zaken: het directoraat-generaal voor Internationale Samenwerking (DGIS).
In het kabinet-Balkenende I (2002-2003) en kabinet-Rutte I (2010-2012) werd het aandachtsgebied toegewezen aan een staatssecretaris.
Bij de formatie van het kabinet-Rutte II (2012) werd het aandachtsgebied Buitenlandse Handel, dat voordien ressorteerde onder het ministerie van Economische Zaken, Landbouw en Innovatie, aan deze minister toebedeeld. De naam werd gewijzigd in minister voor Buitenlandse Handel en Ontwikkelingssamenwerking.
Bij de formatie van het kabinet-Schoof (2024) werd de naam gewijzigd in minister voor Buitenlandse Handel en Ontwikkelingshulp. Na de val van het kabinet werd het aandachtsgebied toegewezen aan de staatssecretaris van Buitenlandse Zaken Hanneke Boerma.

## Lijst van ministers
| Kabinet                                                                   | Periode    |                                              |
| ------------------------------------------------------------------------- | ---------- | -------------------------------------------- |
| kabinet-Schoof                                                            | 2024-heden | Reinette Klever / Caspar Veldkamp (a.i.)     |
| vanaf 2024 minister voor Buitenlandse Handel en Ontwikkelingshulp         |            |                                              |
| kabinet-Rutte IV                                                          | 2022-2024  | Liesje Schreinemacher / Geoffrey van Leeuwen |
| kabinet-Rutte III                                                         | 2017-2022  | Sigrid Kaag / Tom de Bruijn                  |
| kabinet-Rutte II                                                          | 2012-2017  | Lilianne Ploumen                             |
| vanaf 2012 minister voor Buitenlandse Handel en Ontwikkelingssamenwerking |            |                                              |
| Kabinet                                                                   | Periode    |                                              |
| kabinet-Rutte I                                                           | 2010-2012  | [ 2 ]                                        |
| kabinet-Balkenende IV                                                     | 2007-2010  | Bert Koenders / Maxime Verhagen              |
| kabinet-Balkenende III                                                    | 2006-2007  | Agnes van Ardenne-van der Hoeven             |
| kabinet-Balkenende II                                                     | 2003-2006  | Agnes van Ardenne-van der Hoeven             |
| kabinet-Balkenende I                                                      | 2002-2003  | [ 2 ]                                        |
| kabinet-Kok II                                                            | 1998-2002  | Eveline Herfkens                             |
| kabinet-Kok I                                                             | 1994-1998  | Jan Pronk                                    |
| kabinet-Lubbers III                                                       | 1989-1994  | Jan Pronk                                    |
| kabinet-Lubbers II                                                        | 1986-1989  | Piet Bukman                                  |
| kabinet-Lubbers I                                                         | 1982-1986  | Eegje Schoo                                  |
| kabinet-Van Agt III                                                       | 1982       | Kees van Dijk                                |
| kabinet-Van Agt II                                                        | 1981-1982  | Kees van Dijk                                |
| kabinet-Van Agt I                                                         | 1977-1981  | Jan de Koning                                |
| kabinet-Den Uyl                                                           | 1973-1977  | Jan Pronk                                    |
| kabinet-Biesheuvel II                                                     | 1972-1973  | Kees Boertien                                |
| kabinet-Biesheuvel I                                                      | 1971-1972  | Kees Boertien                                |
| vanaf 1971 minister voor Ontwikkelingssamenwerking                        |            |                                              |
| Kabinet                                                                   | Periode    |                                              |
| kabinet-De Jong                                                           | 1967-1971  | Berend-Jan Udink                             |
| kabinet-Zijlstra                                                          | 1966-1967  | Theo Bot                                     |
| kabinet-Cals                                                              | 1965-1966  | Theo Bot                                     |
| vanaf 1965 minister voor Hulp aan ontwikkelingslanden                     |            |                                              |